# Eichberg (Rohrbach an der Lafnitz)
Eichberg – dawna gmina położona w zachodniej Austrii, w Styrii, w powiecie Hartberg. 1 stycznia 2015 została zlikwidowana a tereny jej włączono do gminy Rohrbach an der Lafnitz.